# Chipre (perfumería)

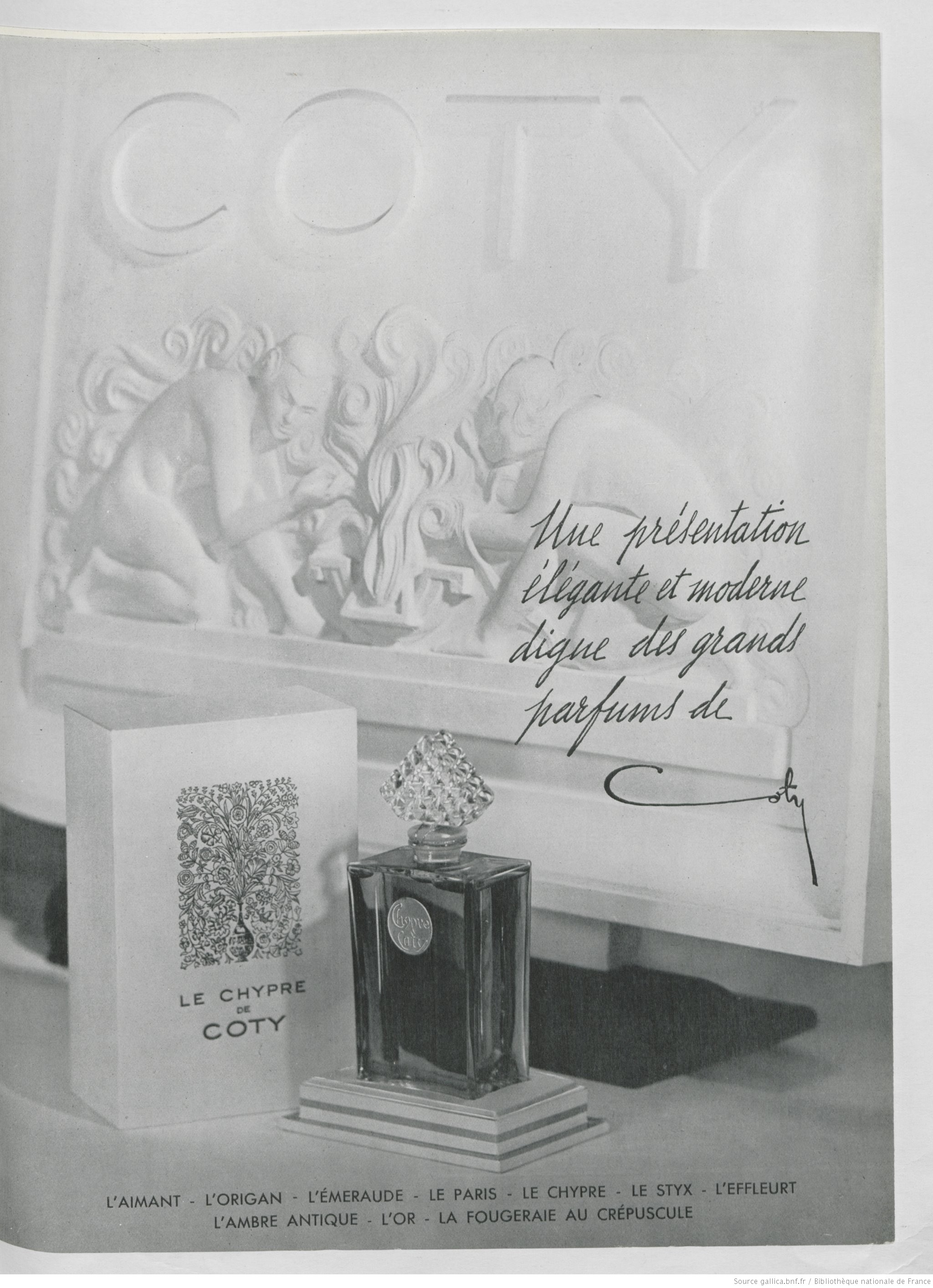
Le Chypre de Coty, anuncio en la edición francesa de la revista Vogue en 1937

Chipre (en francés Chypre) es el nombre de una familia de perfumes compuesta por fragancias con notas de salida de bergamota y cítricas, notas medias centrada en ládano y un conjunto de notas de fondo musgosas y animálicas derivadas del musgo de roble. Los perfumes chipre se dividen en numerosas clases según sus notas modificadoras, que incluyen, entre otras, cuero, flores, frutas y ámbar.

## Historia
El término chypre en francés designa la isla de Chipre. Su conexión con la perfumería se originó con la primera composición que incluía el acorde de bergamota, ládano y musgo de roble, el perfume Chypre de François Coty de 1917 (ahora conservado en la Osmothèque), cuyo nombre se inspiró en el hecho de que sus materias primas procedían predominantemente de países del Mediterráneo. Aunque en el siglo XIX se crearon perfumes de un estilo similar, la composición de Coty de 1917 fue tan influyente que inspiró a muchos descendientes. En última instancia, se convirtió en el progenitor de toda una familia de fragancias relacionadas que comparten el mismo acorde básico, que llegaron a conocerse colectivamente como "chipres".

## Estilo y concepto
El concepto perfumístico chipre se caracteriza por el contraste entre el acorde cítrico fresco y la base amaderada del musgo de roble; también el pachulí se suele considerar un elemento indispensable. El acorde chipre se utiliza tanto en perfumería masculina como femenina.
Los perfumes chipre modernos tienen varias connotaciones. Puede haber notas florales, afrutadas, verdes, aromáticas amaderadas, coriáceas y animálicas, pero el concepto chipre se reconoce fácilmente por la base "cálida" y "amaderada y musgosa" que contrasta con una salida cítrica fresca y un cierto amargor en el fondo del musgo de roble y pachulí. El acorde chipre consta de:
1. Cítricos: singulares o mezclas de bergamota, naranja, limón o neroli
2. Ládano: cálido y resinoso
3. Musgo de roble: musgoso y leñoso.
4. Pachulí: alcanforado y amaderado
5. Almizcle: dulce, polvoso y animálico. Generalmente sintético en los tiempos modernos.

La composición suele realzarse con un componente floral a través del aceite de rosa y jazmín.
A este acorde se le pueden añadir notas animálicas como algalia para aportar riqueza, pero son menos populares en la perfumería moderna. Los modificadores más comunes de este acorde básico incluyen pachulí, bergamota, vetiver, ámbar gris, sándalo y resina de ládano.

## Subfamilias
Las fragancias de la familia chipre generalmente encajan en la clasificación de la rueda de fragancias de la familia oriental y amaderada. También se pueden clasificar en varios estilos o matices:
- Chipres de cuero y/o animales, como Bandit de Robert Piguet (1944), Cabochard de Grès (1959) y Azurée de Estée Lauder (1969).
- Chipres florales, como Calèche de Hermès (1961), Krasnaya Moskva de Novaya Zara (1925) y Knowing de Estée Lauder (1988).
- Chipres afrutados, como Femme de Rochas (1944), Mitsouko de Guerlain (1917) , y Diorama, de Dior (1949).
- Chipres verdes, como Givenchy III de Givenchy (1970), Ma Griffe de Carven (1946) y Aliage de Estée Lauder (1972).
- Chipres amaderados, como Aromatics Elixir de Clinique (1972).
- Chipres frescos, como CK One de Calvin Klein (1994).

## Ejemplos

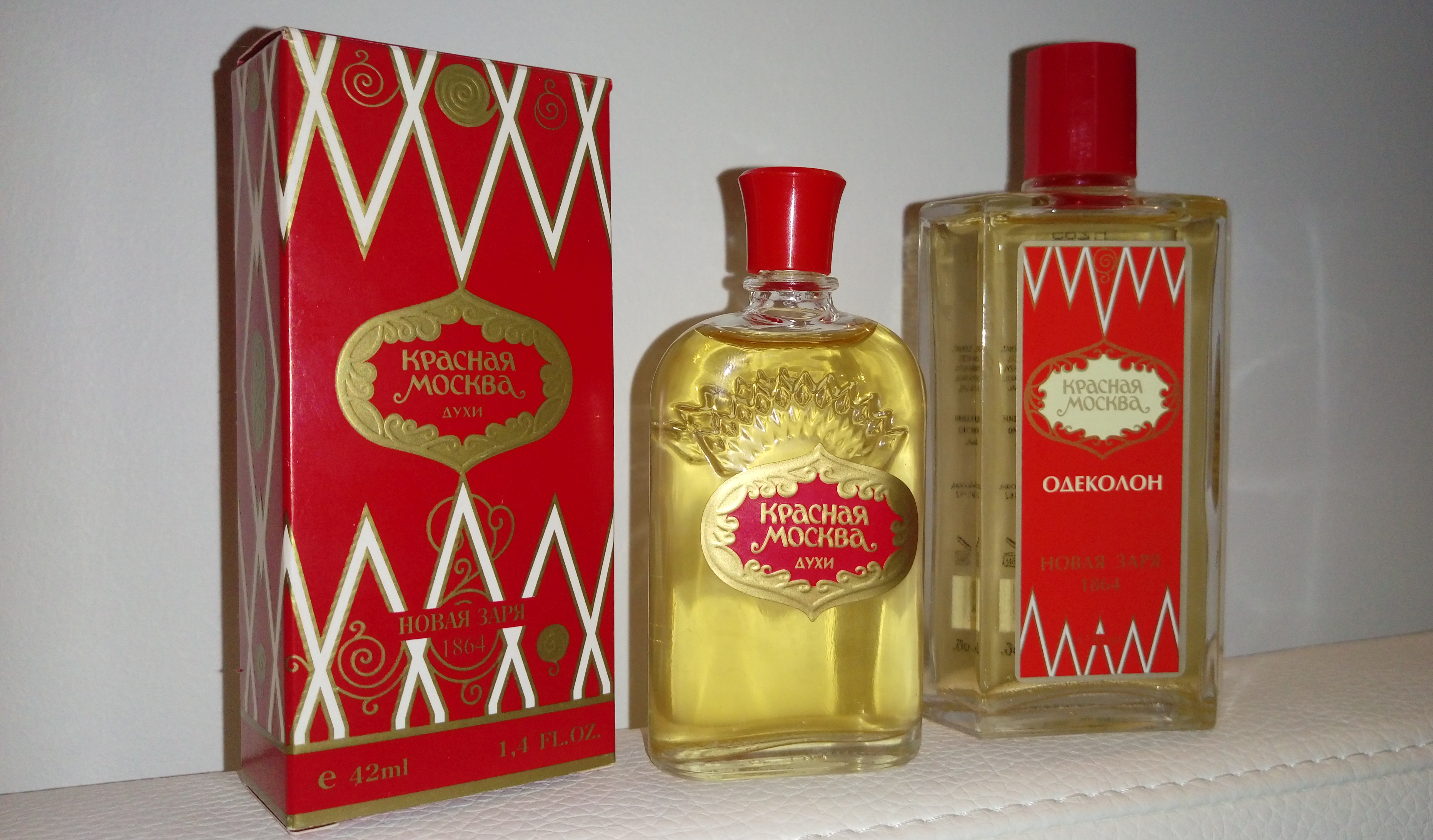
Krasnaya Moskva, un perfume soviético de tipo chipre

- Krasnaya Moskva es un perfume chipre femenino elaborado en la URSS en 1925, conocido por su estela fuerte y excesiva.

- Uno de los perfumes chipre más populares fue el Miss Dior original, un chipre floral lanzado por Christian Dior en 1947. Sin embargo, la fórmula se cambió más tarde, probablemente debido a problemas con el ingrediente musgo de roble.

- Desde mediados de los años 1980, la colonia Karl Lagerfeld, de color naranja, llamada "Lagerfeld ", es una fragancia chipre moderna tanto para hombres como para mujeres.

- El polvo de musgo de roble se utilizaba como aroma en el siglo XVI, conocido como poudre de chypre.[8]
- Eau de Chypre fue una fragancia de Guerlain en 1840.[8]
- La fábrica de jabón A. Siu and Co., con sede en Moscú, ofrecía un paquete de jabón de "parfums a la mode" que incluía jabón "шипръ" ("chipre"), como se ve en la posición №677 de esta lista de precios al por mayor de 1904 .

- La colonia de Shipr (ortografía cirílica: "ШИПР", una transliteración del francés "chypre") es una colonia tipo chipre masculina lanzada por Brocard and Co. (más tarde conocida como Novaya Zarya) en 1889.[9] Sus notas clave incluyen el acorde chipre y la vainilla. Esta colonia se menciona en el poema de 1909 "Отъезд Петербуржца" de Sasha Chorny.

## En la cultura popular
- Marya, la protagonista de la primera novela semiautobiográfica de Jean Rhys, Cuarteto (Chatto y Windus, 1928), pregunta a una joven del barrio parisino que frecuenta si usa la fragancia Chypre de Coty.
- En Un mundo feliz (1932), de Aldous Huxley, el personaje femenino principal, Lenina Crowne, “se frotaba con chipre” tras secarse después de un baño.
- La dama del lago de Raymond Chandler (Knopf, 1943) también menciona un pañuelo con monograma y «aroma a chipre».
- En El cuarteto de Alejandría de Lawrence Durrell (Mountolive, publicado por primera vez en 1958), el protagonista, el diplomático británico David Mountolive, reconoce la «escritura nerviosa» de su antigua amante, Leila Hosnani, en un sobre que huele a chipre.
- En la novela El halcón maltés, el personaje Joel Cairo (un matón delicado pero ineficaz) lleva el aroma chipre.
  - En la versión cinematográfica, el aroma a "chipre" se reemplaza por el aroma a "gardenia".
- Una de las dos ediciones físicas de Fearless de Le Sserafim lleva el subtítulo "Blue Chypre".